# Station Java
Station Java is een voormalige spoorweghalte langs spoorlijn 125 (Namen - Luik) in Java, een gehucht van de gemeente Wanze. Het werd met de invoering van het IC/IR-plan van 1984 gesloten voor het reizigersverkeer. Als restant van het station is nog altijd de voetgangersbrug aanwezig.

## Aantal instappende reizigers
De grafiek en tabel geven het gemiddeld aantal instappende reizigers weer op een week-, zater- en zondag.
| Tabel: aantal instappende reizigers station Java | Tabel: aantal instappende reizigers station Java | Tabel: aantal instappende reizigers station Java | Tabel: aantal instappende reizigers station Java |
|                                                  | Weekdag                                          | Zaterdag                                         | Zondag                                           |
| ------------------------------------------------ | ------------------------------------------------ | ------------------------------------------------ | ------------------------------------------------ |
| 1977                                             | 26                                               | 10                                               | 1                                                |
| 1978                                             | 28                                               | 14                                               | 5                                                |
| 1979                                             | 27                                               | 21                                               | 11                                               |
| 1980                                             | 28                                               | 9                                                | 4                                                |
| 1981                                             | 29                                               | 22                                               | 7                                                |
| 1982                                             | 40                                               | 22                                               | 13                                               |
| 1983                                             | 27                                               | 15                                               | 7                                                |

0,0: Luik-Guillemins ·
1,1: Val-Benoît ·
2,9: Sclessin ·
5,1: Tilleur ·
6,4: Pont-de-Seraing ·
7,3: Jemeppe-sur-Meuse ·
9,3: Flémalle-Grande ·
10,0: Leman ·
11,2: Flémalle-Haute ·
12,3: Chokier ·
14,0: Aigremont ·
15,3: Engis ·
17,3: La Mallieue ·
18,8: Hermalle-sous-Huy ·
21,2: Haute-Flône ·
22,5: Amay ·
24,9: Ampsin ·
27,9: Corphalie ·
29,4: Hoei ·
30,4: Statte ·
32,7: Bas-Oha ·
35,7: Java ·
40,3: Andenne ·
41,7: Château-de-Seilles ·
46,5: Sclaigneaux ·
48,8: Namêche ·
51,5: Marche-les-Dames ·
54,7: Beez ·
57,1: Faubourg-Saint-Nicolas ·
59,5: Namen